# Oktoberfest 1900
Oktoberfest 1900 ist eine sechsteilige deutsch-tschechische Fernsehserie der Head-Autoren Christian Limmer und Ronny Schalk nach einer Idee von Alexis von Wittgenstein mit Mišel Matičević, Martina Gedeck, Francis Fulton-Smith, Klaus Steinbacher, Mercedes Müller, Brigitte Hobmeier und Maximilian Brückner. Regie führte Hannu Salonen. Die Serie wurde mit Oktoberfest 1905 fortgesetzt.

## Handlung
Die Serie spielt in München im Jahr 1900. Die Macht geht von den Brauereien als größten Arbeitgebern der Stadt aus sowie von den in deren Gunst stehenden Wiesnwirten, die die Schanklizenzen für das Oktoberfest innehaben. Curt Prank ist ein Großbrauer aus Franken, der auf dem Oktoberfest expandieren möchte. Allerdings erhält er als Auswärtiger weder eine Schanklizenz, noch darf sein fränkisches Bier ausgeschenkt werden. Mittels Erpressung, Bestechung und Auftragsmord gelingt es Prank, fünf nebeneinanderliegende Wirtsparzellen zu ergaunern, auf denen er seine Bierburg errichten möchte.
Der Plan bringt kleine Münchner Traditionsbrauereien wie den Deibel Bräu der Familie Hoflinger an den Rand der Existenz und löst einen harten Überlebenskampf aus. Zu Pranks Konkurrenten zählt auch Anatol Stifter, der Geschäftsführer Münchens größter Brauerei Capital Bräu AG. Um seine Pläne zu verwirklichen, verspricht Prank diesem sogar die Hand seiner Tochter Clara. Außerdem entwickelt sich zwischen Clara und Roman Hoflinger, dem Sohn der Brauereifamilie, eine Liebesbeziehung, die Pranks Pläne gefährdet.
Die Deibel-Bräu-Witwe Maria Hoflinger wehrt sich mit aller Macht gegen Pranks Pläne, da sie diesen für den Mörder ihres Mannes hält. Sie leitet die Geschäfte der Deibel-Brauerei zum Unmut ihres Sohnes Roman. Dieser verlässt daraufhin mit Clara Prank, die ein Kind von ihm erwartet, München.
Ludwig Hoflinger, der zweite Sohn der Brauereifamilie, besitzt ein großes Talent zum Zeichnen und träumt davon die Kunstakademie zu besuchen. Seiner Homosexualität ist er sich früh bewusst, aber mit seiner Familie kann er nicht darüber reden. Eines Tages lernt er in der elterlichen Gastwirtschaft Gustav Fierment, einen Bohémien aus Schwabing, kennen, der seine Zeichnungen sehr lobt. Nach dem tragischen Tod seines Vaters sucht Ludwig ihn in Schwabing auf; zwischen den beiden entwickelt sich eine Freundschaft. Ludwig gefällt der Lebensstil Gustavs und seiner Freunde sehr und er merkt bald, dass er sich ernsthaft in Gustav verliebt hat. Gustav wird eines Tages von Alfred Glogauer, der im Auftrag von Prank auch Ignatz Hoflinger ermordet hat, aufgesucht. Er zwingt ihn bei einer Intrige gegen die Hoflingers mitzumachen. Daraufhin nimmt Gustav Ludwig mit auf eine Swinger-Party, auf der es zum ersten Sex zwischen den beiden kommt. Glogauer filmt heimlich mit. Prank will jedoch von dem fertigen Film nichts mehr wissen, da er sich inzwischen mit Maria Hoflinger geeinigt hat. Glogauer wechselt die Seiten und verkauft den Film an Anatol Stifter, Pranks großen Konkurrenten. Dieser sorgt dafür, dass der Film öffentlich aufgeführt wird. Ludwig Hoflinger ist in dem Film klar zu erkennen. Ihm droht nun eine Anklage nach Paragraph 175. Verzweifelt sucht Ludwig Gustav auf, gesteht ihm seine Liebe und schlägt ihm vor, gemeinsam Deutschland zu verlassen. Doch Gustav ist an einer ernsthaften Beziehung nicht interessiert und macht ihm dies klar. Ludwig begeht daraufhin Suizid, indem er sich aus dem Fenster von Gustavs Mansardenwohnung stürzt.
Der Geheimbund der sieben größten Münchner Brauereien erzwingt unter der Führung von Anatol Stifter ein neues Gesetz, das besagt, dass auf dem Oktoberfest nur noch das Bier aus Münchner Brauereien ausgeschenkt werden darf. Prank kauft die insolvente Brauerei Hasenberger und schenkt sein Bier unter dessen Deckmantel aus, was allerdings nach kurzer Zeit von der Polizei verhindert wird.
Nachdem Maria Hoflinger erfolglos versucht hatte Curt Prank zu erstechen, landet sie in der psychiatrischen Klinik. Ihr Sohn Roman lässt sie kurz darauf als unzurechnungsfähig erklären, um die Geschäfte der Deibel-Brauerei leiten zu können.
Roman und Curt schließen einen Pakt, laut dem die Deibel-Brauerei Pranks Bierburg mit Bier beliefern soll. Mit Pranks finanziellen Mitteln steigt Deibel-Bräu schließlich zu einer der sieben größten Brauereien Münchens auf. Roman nimmt den Platz von Anatol Stifter ein, der wegen des Verstoßes gegen das bayerische Reinheitsgebot die Schanklizenz der Capital Bräu AG auf dem Oktoberfest verliert.
In der letzten Szene heiraten Clara und Roman. Bei der Hochzeit taucht auch Claras Vater Curt Prank auf. Roman erkennt am mitgebrachten Hund, dass Prank doch hinter der Ermordung seines Vaters steckt.

## Produktion und Hintergrund
Die Dreharbeiten fanden vom 7. Mai bis zum 13. August 2019 statt, gedreht wurde in Prag, Nordrhein-Westfalen und Bayern. Produziert wurde die Serie von der deutschen Zeitsprung Pictures GmbH (Michael Souvignier und Till Derenbach) in Koproduktion mit der deutschen Violet Pictures  (Alexis von Wittgenstein) und der tschechischen Maya Production. Drehort war unter anderem eine leerstehende Wirtsstube in Deutenhausen, die auch schon für die Dreharbeiten der Eberhoferkrimis genutzt wurde.
Beteiligt waren der Bayerische Rundfunk, ARD Degeto, WDR und MDR, unterstützt wurde die Produktion vom FilmFernsehFonds Bayern, der Film- und Medienstiftung NRW und dem German Motion Picture Fund. Den Weltvertrieb übernahm die Beta Film GmbH.
Für die Kamera zeichnete Felix Cramer verantwortlich, für das Kostümbild Michaela Horejsí, für das Szenenbild Benedikt Herforth und Astrid Poeschke, für den Ton Tomáš Bělohradský, für das Maskenbild Jeanette Latzelsberger und für das Casting Anja Dihrberg.
Die Serie wurde am 1. Oktober 2020 unter dem Titel Oktoberfest: Beer & Blood auf Netflix veröffentlicht. Als Inspiration für die Figur Curt Prank diente der fränkische Wiesnwirt Georg Lang. Dieser bekam für das Oktoberfest 1898 die „I. Bayerische Riesenhalle“ mit 6000 Plätzen genehmigt. Im Jahr 1900 hatte München noch 180 Brauereien, zehn Jahre später waren es noch 15.
Im Anschluss an die ersten beiden Episoden wurde die 30-minütige Dokumentation München 1900 – Von Bierbaronen und Künstlerfürsten gezeigt.
Im August 2020 veröffentlichte Autorin Petra Grill den Roman Oktoberfest 1900 – Träume und Wagnis. Die ORF-Erstausstrahlung erfolgte ab dem 20. September 2023.

Oktoberfest in München um 1900
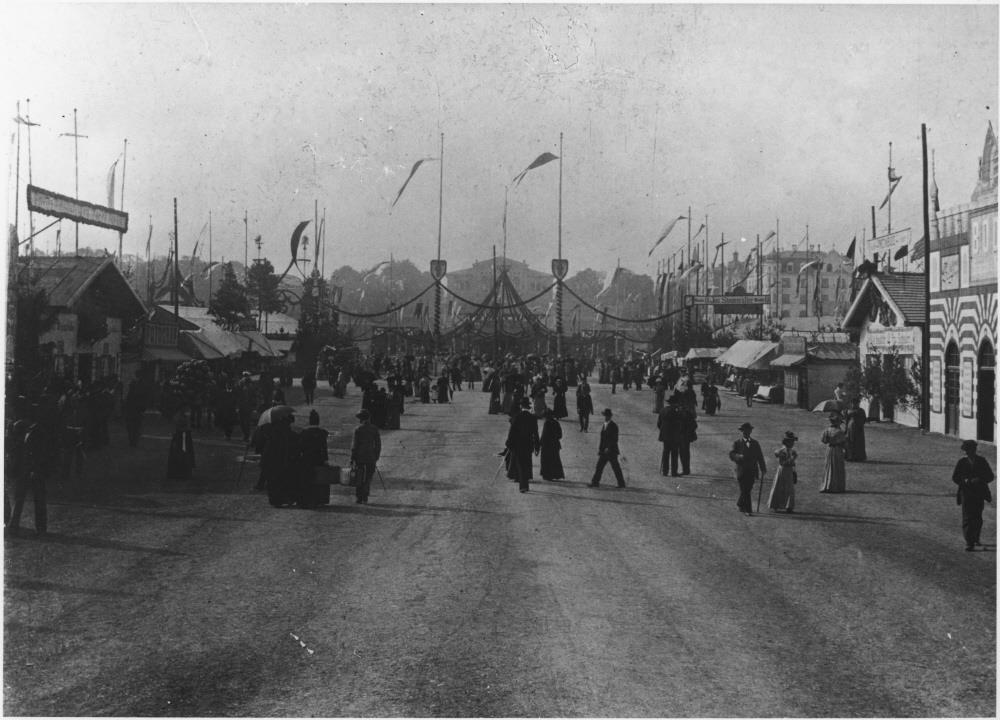
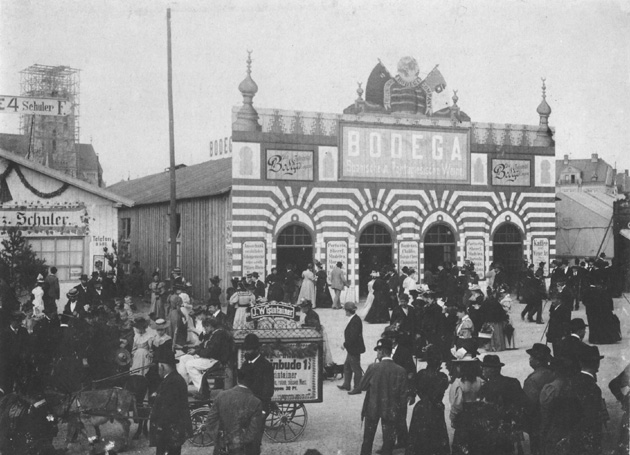
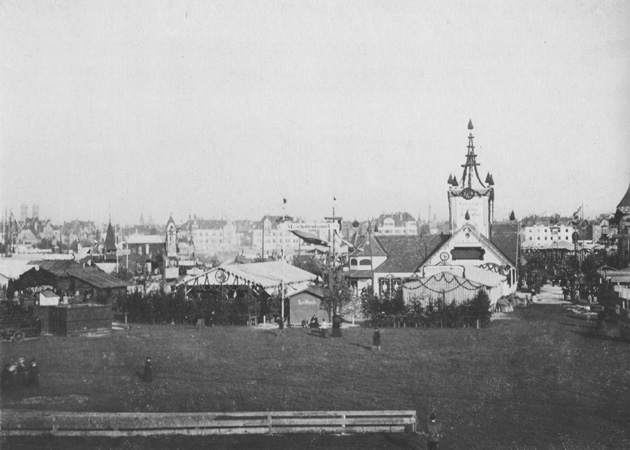
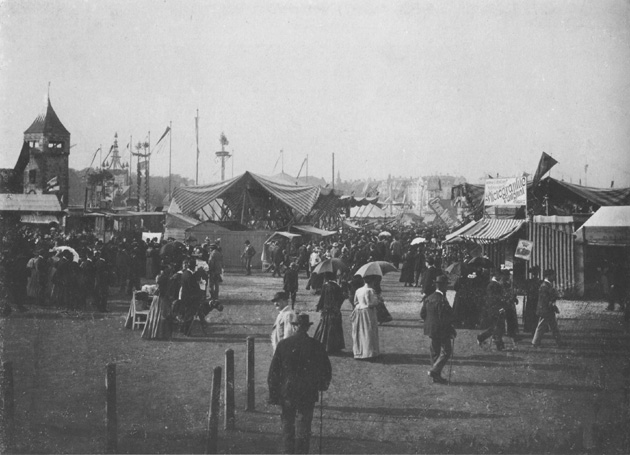
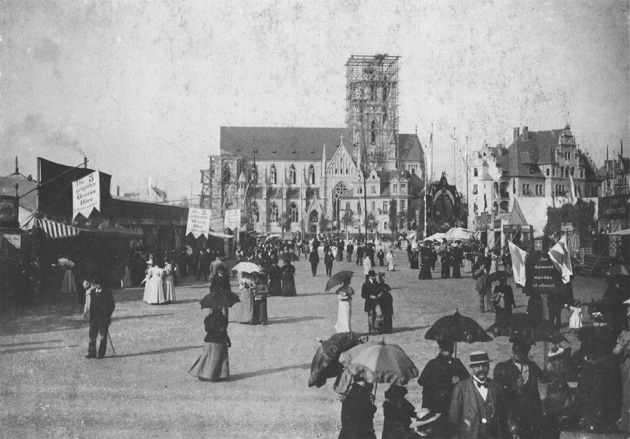

## Veröffentlichung
Die Serie wurde am 8. September 2020 in der ARD Mediathek veröffentlicht, die Erstausstrahlung im Ersten erfolgte an drei Abenden am 15., 16. und 23. September 2020 in Doppelfolgen im Hauptabendprogramm. Im Anschluss an die ersten beiden Episoden wurde die 43-minütige Dokumentation München 1900 – Von Bierbaronen und Künstlerfürsten gezeigt. Anlässlich der Premiere am 8. September 2020 fand ein Live-Filmtalk, moderiert von Christina Wolf, mit Hauptdarstellern und Stab statt.
Auf Netflix wurde die Serie am 1. Oktober 2020 unter dem Titel Oktoberfest: Beer & Blood veröffentlicht. Im Juni 2023 wurde die Fortsetzung unter dem Arbeitstitel Oktoberfest 1905 bekannt, die Dreharbeiten starteten im März 2024.

## Oktoberfest 1905
Die Dreharbeiten zur Fortsetzung Oktoberfest 1905 starteten im März 2024, gedreht wurde unter anderem auf dem Friedhof in Verviers sowie in Fürth.
Premiere von Oktoberfest 1905 war am 30. Juni 2025 am Filmfest München in der Reihe Neues Deutsches Fernsehen.

## Episodenliste
| Nr. (ges.) | Nr. (St.) | Originaltitel                     | Erstausstrahlung Deutschland | Regie         | Drehbuch                             |
| ---------- | --------- | --------------------------------- | ---------------------------- | ------------- | ------------------------------------ |
| 1          | 1         | Die Vision                        | 15. Sep. 2020                | Hannu Salonen | Christian Limmer & Michael Proehl    |
| 2          | 2         | Die Zeichen der Zeit              | 15. Sep. 2020                | Hannu Salonen | Ronny Schalk                         |
| 3          | 3         | Liebe und Kapital                 | 16. Sep. 2020                | Hannu Salonen | Stefan Betz & Niko Schulz-Dornburg   |
| 4          | 4         | Anstich                           | 16. Sep. 2020                | Hannu Salonen | Stefan Betz & Ronny Schalk           |
| 5          | 5         | Aufbruch in ein neues Jahrhundert | 23. Sep. 2020                | Hannu Salonen | Christian Lex & Niko Schulz-Dornburg |
| 6          | 6         | Das Jüngste Gericht               | 23. Sep. 2020                | Hannu Salonen | Christian Limmer & Ronny Schalk      |

## Rezeption

### Einschaltquoten
| Datum         | Folgen | Zuschauer (gesamt) | Marktanteil | Quelle |
| ------------- | ------ | ------------------ | ----------- | ------ |
| 15. Sep. 2020 | 1+2    | 4,45 Millionen     | 15,5 %      | [ 23 ] |
| 16. Sep. 2020 | 3+4    | 3,52 Millionen     | 12,3 %      | [ 24 ] |
| 23. Sep. 2020 | 5+6    | 3,45 Millionen     | 12,1 %      | [ 25 ] |

### Kritiken
Rainer Tittelbach von tittelbach.tv schrieb, dass Produktion, Buch und Regie aus deutscher Kulturgeschichte einen wilden filmischen Ritt machen. Die Konflikte würden mit Shakespearscher Wucht ausgelebt, mal als große Oper, mal mehr im schmuddeligen Western-Look. Getragen werde die Serie von eigensinnigen Charakteren und markanten Schauspielerköpfen. Die sinnliche Kraft aber bekomme das zumeist düstere Ganze durch die Inszenierung. Extreme Kontraste und hohe Schwarzwerte, Licht-, Schatten- und Farbenspiele sowie eine sehr bewegliche Kamera würden das Auge des Zuschauers fordern und beglücken. Eine Serie, die auch Netflix und Co alle Ehre machen würde.
Franz Kotteder befand in der Süddeutschen Zeitung, dass die Serie immerhin spannend erzählt sei, um die Wertung „belangloser Schmarrn“ komme man trotzdem nicht herum. Da sei nichts zu spüren von Komödienstadl oder vom Königlich Bayerischen Amtsgericht, stattdessen glaube man bald, sich in einem Schwedenkrimi wiederzufinden, oder in einer Billigversion des Paten, leider ohne Marlon Brando und Al Pacino, dafür aber mit Blut, das auf die Zuckerwatte spritzt. Statt Babylon Berlin komme allerdings nur ein Münchner Vorstadt-Sündenbabelchen heraus, das aber mit großer Inbrunst inszeniert werde. Die Serie und deren Charaktere kämen oft recht holzschnitthaft daher, was selbst ein hochkarätiges Schauspielerensemble kaum noch retten könne. Lediglich Brigitte Hobmeier schaffe es, ihrer Figur Tiefe zu verleihen. Übergroße Authentizität sei nicht die Prämisse gewesen, auch wenn viele Details der Ausstattung sehr stimmig seien.
Julian Weinberger (Prisma.de/Teleschau) befand dagegen, dass die von der ARD als „High-End-Serie auf internationalem Niveau“ angepriesene Serie den hohen Erwartungen gerecht werde. Dank großartiger Kulissen und eines stimmigen Kostümbildes fühle man sich in die Zeit um die Jahrhundertwende zurückversetzt. Regisseur Hannu Salonen lasse seinen Drehbuchautoren viel Raum zur Charakterzeichnung, was sich mit zahlreichen ambivalenten Rollen mit teils imponierender Tiefe bezahlt mache.
Elke Schmitter urteilte auf Spiegel.de, dass die ARD mit der Serie ein opulentes Meisterstück liefere. Kurze Szenen und harte Schnitte sorgten für eine vorwärtsdrängende Atmosphäre, die exzellente Kamera überrasche mit ambitionierten Perspektiven, die Musik durch Stilreichtum und Ironie. Vor allem Licht und Soundtrack überführten das Drama immer wieder in traum- und märchenhafte Sequenzen, machten die Künstlichkeit, als wäre es ein Caravaggio, zur Kunst und die Raserei zum Genuss. Schließlich sorge das exzellente Ensemble dafür, dass das schauerliche Spektakel beklemmend bleibe bis zum Schluss. Bis in die Nebenrollen hinein sei das Schauspiel intensiv und subtil zugleich.
Matthias Dell bezeichnete die Serie auf Zeit Online als „super Werbefilm für die Wiesn“, der „völlig belanglose Szenen“ durch opulente Bilder, die „reines Ornament“ seien, „aufbrezeln“ wolle. Anstatt eine Serie über das rechtsextremistische Oktoberfestattentat von 1980 zu drehen, sei Oktoberfest 1900 „das Gegenteil von Brisanz, Information und Innovation“. Dass die Serie behauptet, auf wahren Begebenheiten zu beruhen, sei „eigentlich eine Frechheit“ und ein „billiger Trick“, da dies kaum zutreffe. Immerhin sei der Titelsong Wos übrig bleibt von Dreiviertelblut ein Ohrwurm.
Timo Niemeier beschrieb Oktoberfest 1900 auf Dwdl.de als opulent inszenierte Serie, bei der die Verantwortlichen viel Liebe in Set und Kostüme gesteckt hätten, um das Oktoberfest aus dem Jahre 1900 möglichst genau wiederaufleben zu lassen. Bei dem düster-bedeutungsschwangeren Sound am Beginn der ersten Folge könne man noch den Eindruck bekommen, man sei versehentlich in einen Harry-Potter-Film geraten. Wenn die Protagonisten dann aber im bayerischen Dialekt loslegen, wisse der geneigte Zuschauer direkt wieder, wo er gelandet sei.
Tilmann P. Gangloff meinte in der Berliner Tageszeitung Der Tagesspiegel, dass diese famos besetzte Bier- und Blut-Saga den Vergleich mit Babylon Berlin durchaus nicht scheuen müsse. Das liege auch an der epischen Handlung, die alsbald Shakespeare-Format annehme. Zwischendurch erinnere die Geschichte auch an ein Mafia-Epos im Stil von Martin Scorseses Gangs of New York. Dank der Bild- und Lichtgestaltung von Kameramann Felix Cramer fasziniere das mitunter deftig-saftige Sittengemälde mit optischen Anleihen bei wesensfremden Genres wie dem Western oder dem Horrorfilm.
Julian Miller kritisierte auf Quotenmeter.de, dass die Serie erzählerisch leider so pantoffelig wie die Löwengrube sei, anstatt zur Coolness von Boardwalk Empire aufzuschließen. In visueller Hinsicht setze die Serie aber Maßstäbe.

### Kontroverse
Münchner Wiesnwirte zeigten sich in der Bild-Zeitung verärgert, Festwirt Christian Schottenhamel nannte die Serie rufschädigend. „Auch wenn es eine fiktive Darstellung sein soll, ist diese negative Darstellung schlimm. […] Unsere Gäste werden denken: Das ist heute auch so.“
Clemens Baumgärtner (CSU), Münchner Wirtschaftsreferent, kritisierte in der Bild-Zeitung: „Ein Oktoberfest nur auf ein machtbesessenes Milieu zurückzudrehen, um Publikum zu generieren, ist total daneben. Es hat mit der Wirklichkeit nichts zu tun.“ Er wolle prüfen lassen, ob es den Wirte-Krieg, der 1898 stattgefunden haben soll und auf dem die Serie basiere, wirklich gegeben hat. Baumgärtner kritisierte auch den Drehort: das Oktoberfest wurde in Prag aufgebaut, große Teile wurden auch dort gedreht.
Peter Inselkammer, der Sprecher der Wiesnwirte, traf sich vor den Dreharbeiten mit den Filmemachern. „Ich habe gehofft, dass durch meine Erläuterungen schlimme Darstellungen verhindert werden.“
Produzent Michael Souvignier dagegen versuchte, die Bedenken auszuräumen, und betonte, dass es sich um eine fiktionale, historische Serie handle.

## Auszeichnungen und Nominierungen
Deutscher Hörfilmpreis 2021

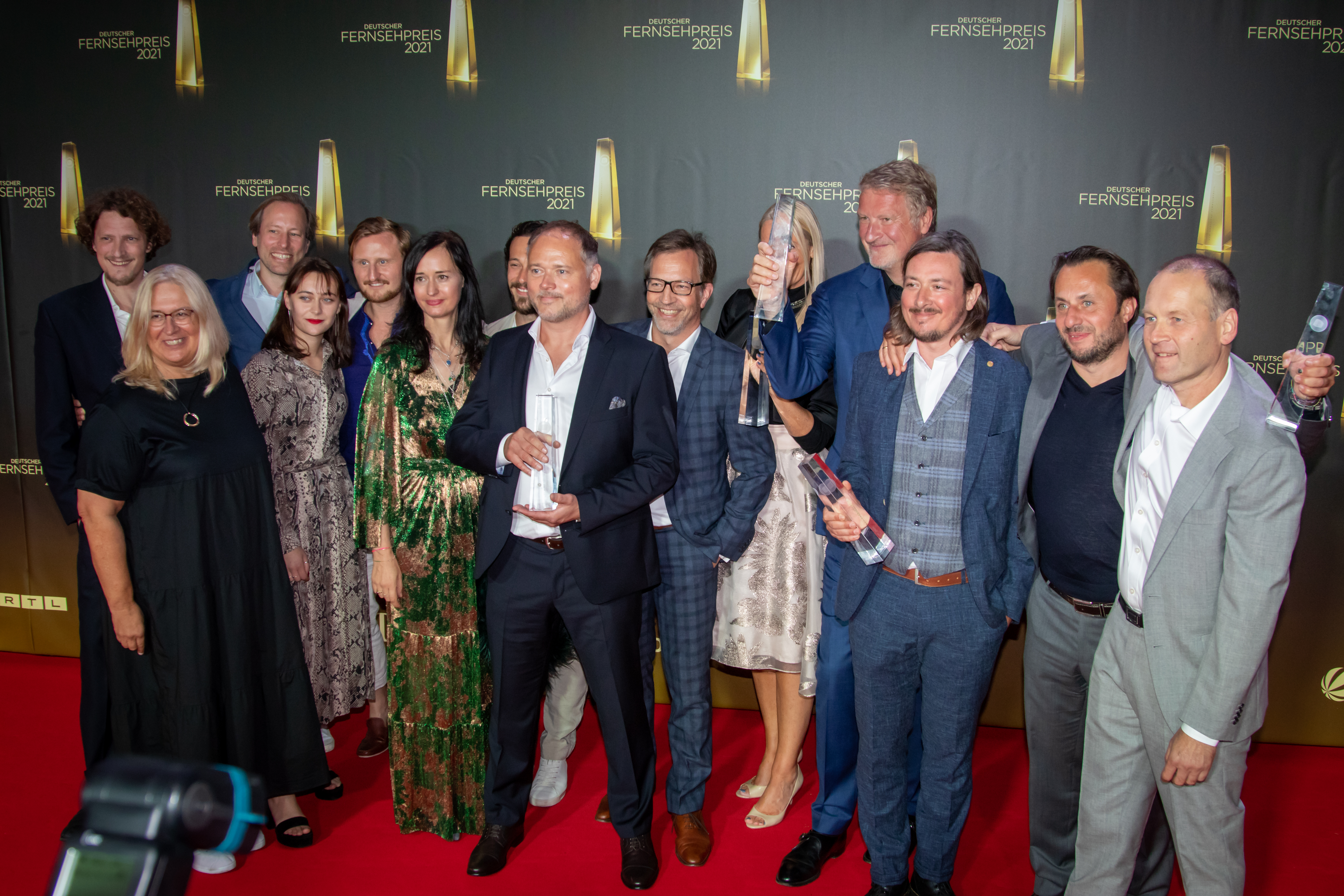
Schauspieler und Produzenten der Serie beim Deutschen Fernsehpreis 2021

- Auszeichnung mit dem Publikumspreis (Doppelfolge 1)[36][37]

Deutscher Fernsehpreis 2021
- Auszeichnung in der Kategorie Bester Mehrteiler[38][39][40]
- Nominierung in der Kategorie Bester Schauspieler (Mišel Matičević)
- Nominierung in der Kategorie Beste Kamera Fiktion (Felix Cramer)
- Auszeichnung in der Kategorie Beste Musik Fiktion (Michael Klaukien)[41]
- Nominierung in der Kategorie Beste Ausstattung Fiktion (Benedikt Herforth und Astrid Poeschke, Szenenbild; Michaela Hořejší-Horáčková, Kostümbild; Jeanette Latzelsberger, Jana Lindner und Julia Rinkl, Maske)

Deutsche Akademie für Fernsehen 2021
- Auszeichnung in der Kategorie Szenenbild (Benedikt Herforth und Astrid Poeschke)[44]
- Auszeichnung in der Kategorie VFX/Animation (Patrick Busse, Rolf Mütze, Johanna Bischopink, Dirk Riesenfeld und Christian Laskawi)

Quotenmeter-Fernsehpreis 2021
- Nominierung in der Kategorie Bester Nebendarsteller einer Serie oder Reihe (Maximilian Brückner)
- Nominierung in der Kategorie Beste Titelmusik

Bayerischer Fernsehpreis 2021
- Auszeichnung in der Kategorie Nachwuchsförderpreis (Klaus Steinbacher)[46]
- Auszeichnung in der Kategorie Kamera (Felix Cramer)

## Publikationen
- Petra Grill: Oktoberfest 1900 – Träume und Wagnis. Fischer-Krüger, Frankfurt am Main 2020, ISBN 978-3-8105-0057-1.
  - Hörbuch, gelesen von Lisa Maria Potthoff, Argon-Verlag, Berlin 2020, ISBN 978-3-8398-1846-6.